# Число пі

Грецька літера пі.

Довжина кола дорівнює π, якщо його діаметр 1.

Число́ пі (позначається {\displaystyle \pi }) — математична константа, що визначається в Евклідовій геометрії як відношення довжини кола {\displaystyle l} до його діаметра {\displaystyle d}:
{\displaystyle \pi ={\frac {l}{d}}}
або як площа круга одиничного радіуса.
Число {\displaystyle \pi } виникло в геометрії як відношення довжини кола до довжини його діаметра, проте воно з'являється і в інших галузях математики. Вперше позначенням цього числа грецькою літерою π скористався британський (валлійський) математик Вільям Джонс (1706), а загальноприйнятим воно стало після робіт Леонарда Ейлера (1737). Це позначення походить від початкової букви грецьких слів περιφέρεια — оточення, периферія та περίμετρος — периметр.
Оскільки π є ірраціональним числом, його не можна виразити дробом (або, що те саме, його десяткове представлення є нескінченним та неперіодичним). Проте дроби, такі як {\displaystyle {\frac {22}{7}}} і інші, часто застосовуються для наближення числа π.
Вважається, що різні цифри у десятковому представленні числа π зустрічаються однаково часто (тобто π є нормальним числом), проте це не доведено. Також π є трансцендентним числом — тобто не є коренем жодного ненульового полінома з раціональними коефіцієнтами. З цього випливає, що неможливо розв'язати відому античну задачу про квадратуру круга за допомогою циркуля та лінійки.
Стародавні цивілізації користувалися приблизним значенням числа π у практичних цілях. Близько 250 року до н. е. грецький математик Архімед у праці «Вимірювання кола» вперше обчислив число π. У V столітті н. е. китайські математики за допомогою геометричних методів обчислювали його до сьомого знаку після коми, а індійські — до п'ятого. Першою зручною формулою для наближеного обчислення числа π є формула, що ґрунтується на сумі збіжного числового ряду, яка називається формулою Лейбніца.

## Ірраціональність і трансцендентність
Ірраціональність числа {\displaystyle \pi } була вперше доведена Йоганном Ламбертом у 1761 році шляхом розкладу функції тангенс {\displaystyle \operatorname {tg} (x)} у неперервний дріб. Водночас його доведення не було строгим за сучасними мірками, бо уникало питання збіжності неперервних дробів. У 1794-му Лежандр дав строгіше доведення ірраціональності чисел π і π2.[джерело?]
У 1882 році професорові Кенігсберзького, пізніше Мюнхенського університетів Фердинанду фон Ліндеману вдалося довести трансцендентність числа π. Доведення цього факту спростив Фелікс Клейн в 1894 р. Його міркування були у праці «Питання елементарної і вищої математики», ч. 1, що вийшла в Геттінгені в 1908 р.
Оскільки в Евклідовій геометрії площа круга і довжина кола є функціями числа π, то доведення трансцендентності π поклало край суперечці про квадратуру круга, що тривала понад 2,5 тисячі років.

## Співвідношення
Найвідомішими формулами з числом {\displaystyle \pi } є такі:
- Франсуа Вієт, 1593:

{\displaystyle {\frac {2}{\pi }}={\frac {\sqrt {2}}{2}}\cdot {\frac {\sqrt {2+{\sqrt {2}}}}{2}}\cdot {\frac {\sqrt {2+{\sqrt {2+{\sqrt {2}}}}}}{2}}\cdot \ldots }
- Формула Валліса:

{\displaystyle {\frac {2}{1}}\cdot {\frac {2}{3}}\cdot {\frac {4}{3}}\cdot {\frac {4}{5}}\cdot {\frac {6}{5}}\cdot {\frac {6}{7}}\cdot {\frac {8}{7}}\cdot {\frac {8}{9}}\cdots ={\frac {\pi }{2}}}
- Ряд Лейбніца:

{\displaystyle {\frac {1}{1}}-{\frac {1}{3}}+{\frac {1}{5}}-{\frac {1}{7}}+{\frac {1}{9}}-\cdots ={\frac {\pi }{4}}}
- Формула Г. В. Лейбніца

{\displaystyle \pi =4-8\sum _{k=1}^{\infty }\left({\frac {1}{(4k-1)(4k+1)}}\right)}
- Тотожність Ейлера:

{\displaystyle e^{\pi i}+1=0\;}
- Так званий «інтеграл Пуассона» або «інтеграл Ґаусса»

{\displaystyle \int _{-\infty }^{\infty }\ e^{-x^{2}}{dx}={\sqrt {\pi }}}
- Вираження через дилогарифм:[5]

{\displaystyle \pi ={\sqrt {6\ln ^{2}2+12\ \operatorname {Li} _{2}\left({\frac {1}{2}}\right)}}}

## Історія розрахунків

### Античність
Найраніші писемні наближені значення числа {\displaystyle \pi } датуються майже 1900 роком до н. е. — це {\displaystyle {\frac {256}{81}}} ≈ 3,160 (Єгипет) і {\displaystyle {\frac {25}{8}}} = 3,125 (Вавилон), обидва в межах 1 відсотка істинного значення. Індійський текст Шатапатха-Брахмана дає значення {\displaystyle \pi } як {\displaystyle {\frac {339}{108}}} ≈ 3,139. Вважається, що у параграфі із Першої книги Царів 7:23 і Другої Хронік 4:2, в якому описується церемоніальний басейн у храмі Царя Соломона діаметром в десять ліктів і периметром в тридцять ліктів, йдеться про число {\displaystyle \pi } приблизно рівним трьом, що певні вчені намагались пояснити через різні припущення такі як шестикутний басейн або вигнутий назовні обідок.

Діаграми обчислення числа пі Архімедом

Архімед (287—212 до н. е.), можливо, першим запропонував метод обчислення {\displaystyle \pi } математичним способом. Для цього він вписував у коло і описував біля нього правильні багатокутники. Приймаючи діаметр кола за одиницю, Архімед розглядав периметр вписаного багатокутника як нижню оцінку довжини кола, а периметр описаного багатокутника — як верхню оцінку. Таким чином, для шестикутника виходить {\displaystyle 3<\pi <2{\sqrt {3}}}.
Розглядаючи правильний 96-кутник, Архімед отримав оцінку {\displaystyle 3+{\frac {10}{71}}<\pi <3+{\frac {1}{7}}}.
Птоломей в своєму Альмагесті дає значення 3,1416, яке він міг отримати в Аполлонія з Перги.
Близько 265 року н. е. математик Лю Хуей знайшов простий і точний спосіб ітераційного алгоритму розрахунку числа {\displaystyle \pi } з будь-якою точністю. Він особисто довів розрахунок до 3072-кутника і отримав наближене значення {\displaystyle \pi } ≈ 3,1416. Пізніше Лю Хуей винайшов швидкий спосіб розрахунку {\displaystyle \pi } і отримав наближене значення 3,14, провівши розрахунок тільки для 96-кутника та скориставшись із того факту, що різниця в площі між серією багатокутників утворюють геометричну прогресію, кратну 4.
Близько 480 року китайський математик Цу Чунчжі продемонстрував, що {\displaystyle \pi } ≈ {\displaystyle {\frac {355}{113}}} (≈ 3,1415929), і показав, що 3,1415926 < {\displaystyle \pi } < 3,1415927. Використавши алгоритм Лю Хуея, він довів розрахунок до 12288-кутника. Це значення залишалось найточнішим наближенням {\displaystyle \pi } протягом 900 років.
В Індії Аріабхата і Бхаскара використовували наближення {\displaystyle {\frac {62832}{20000}}} = 3,1416.

### Друге тисячоліття нашої ери
До другого тисячоліття н. е. число {\displaystyle \pi } було розраховане з точністю не більшою ніж 10 цифр в записі числа. Наступний великий поступ у вивченні числа {\displaystyle \pi } прийшов з розвитком нескінченних рядів і, відповідно, з відкриттям математичного аналізу, що дозволило розраховувати {\displaystyle \pi } з будь-якою бажаною точністю розглядаючи необхідну кількість членів такого ряду. Близько 1400 року Мадхава зі Сангамаграми знайшов перший з таких рядів:
{\displaystyle {\pi }=4\sum _{k=0}^{\infty }{\frac {(-1)^{k}}{2k+1}}={\frac {4}{1}}-{\frac {4}{3}}+{\frac {4}{5}}-{\frac {4}{7}}+{\frac {4}{9}}-{\frac {4}{11}}+\cdots \!}
Зараз цей ряд відомий як ряд Мадхави — Лейбніца або ряд Грегорі-Лейбніца оскільки його знову відкрили Джеймс Грегорі та Готфрід Лейбніц у 17-тому столітті. Проте, швидкість сходження занадто повільна, щоб розрахувати багато значущих цифр на практиці; треба додати близько 4000 членів ряду, щоб вдосконалити наближення Архімеда. Проте, перетворивши ряд у такий вигляд
{\displaystyle {\begin{aligned}\pi &={\sqrt {12}}\sum _{k=0}^{\infty }{\frac {(-3)^{-k}}{2k+1}}={\sqrt {12}}\sum _{k=0}^{\infty }{\frac {(-{\frac {1}{3}})^{k}}{2k+1}}\\&={\sqrt {12}}\left(1-{1 \over 3\cdot 3}+{1 \over 5\cdot 3^{2}}-{1 \over 7\cdot 3^{3}}+\cdots \right),\end{aligned}}}
Мадхава зміг розрахувати {\displaystyle \pi } як 3,14159265359, що правильно з точністю до 11 десяткових цифр. Цей рекорд побив Перський математик Джамшид аль-Каші, який розрахував {\displaystyle \pi } з точністю до 16 десяткових цифр.
Перший значний європейський внесок з часів Архімеда зробив німецький математик Лудольф ван Цейлен (1536—1610). Він витратив десять років на обчислення числа {\displaystyle \pi } з 20-ма десятковими цифрами (цей результат був опублікований у 1596 році). Застосувавши метод Архімеда, він довів подвоєння до n-кутника, де n=60·229. Виклавши свої результати в творі «Про коло» («Van den Cirkel»), Лудольф закінчив його словами: «У кого є бажання, хай йде далі». Після смерті в його рукописах було виявлено ще 15 точних цифр числа {\displaystyle \pi }. Лудольф заповів, щоб знайдені ним знаки були висічені на його надгробному камені. На честь його число {\displaystyle \pi } іноді називали «лудольфовим числом».
Приблизно в той самий час в Європі з'явились методи розрахунку нескінченних рядів та добутків. Першим таким представленням була формула Вієта:
{\displaystyle {\frac {2}{\pi }}={\frac {\sqrt {2}}{2}}\cdot {\frac {\sqrt {2+{\sqrt {2}}}}{2}}\cdot {\frac {\sqrt {2+{\sqrt {2+{\sqrt {2}}}}}}{2}}\cdot \cdots \!}
яку знайшов Франсуа Вієт в 1593 році. Інший відомий результат — це формула Валліса:
{\displaystyle {\frac {\pi }{2}}=\prod _{k=1}^{\infty }{\frac {(2k)^{2}}{(2k)^{2}-1}}={\frac {2}{1}}\cdot {\frac {2}{3}}\cdot {\frac {4}{3}}\cdot {\frac {4}{5}}\cdot {\frac {6}{5}}\cdot {\frac {6}{7}}\cdot {\frac {8}{7}}\cdot {\frac {8}{9}}\cdots \ ={\frac {4}{3}}\cdot {\frac {16}{15}}\cdot {\frac {36}{35}}\cdot {\frac {64}{63}}\cdots \!}
знайдена Джоном Валлісом в 1655.
Ісаак Ньютон вивів arcsin ряд для {\displaystyle \pi } в 1665-66 і розрахував 15 цифр:
{\displaystyle {\begin{aligned}\pi &=6\arcsin {\frac {1}{2}}\\&=6\left({\frac {1}{2^{1}\cdot 1}}+\left({\frac {1}{2}}\right){\frac {1}{2^{3}\cdot 3}}+\left({\frac {1\cdot 3}{2\cdot 4}}\right){\frac {1}{2^{5}\cdot 5}}+\left({\frac {1\cdot 3\cdot 5}{2\cdot 4\cdot 6}}\right){\frac {1}{2^{7}\cdot 7}}+\cdots \right)\\&=3\sum _{n=0}^{\infty }{\frac {\binom {2n}{n}}{16^{n}(2n+1)}}\\&=3+{\frac {1}{8}}+{\frac {9}{640}}+{\frac {15}{7168}}+{\frac {35}{98304}}+{\frac {189}{2883584}}+{\frac {693}{54525952}}+{\frac {429}{167772160}}+\cdots \end{aligned}}}
хоча він пізніше визнав: «Мені соромно казати, як багато разів я виконав ці розрахунки, не робив ніяких інших справ увесь цей час». Він сходиться лінійно до {\displaystyle \pi } зі швидкістю сходження μ, яка додає щонайменше три десяткові цифри за кожних 5 доданків. Коли n прямує у нескінченність, μ наближається до {\displaystyle {\frac {1}{4}}} і {\displaystyle {\frac {1}{\mu }}} наближається до 4:
{\displaystyle \mu ={\frac {(2n-1)^{2}}{8n(2n+1)}};{\frac {1}{\mu }}={\frac {8n(2n+1)}{(2n-1)^{2}}}}.
В 1706 Джон Мечин був першим, хто розрахував 100 десяткових цифр числа {\displaystyle \pi }, використовуючи ряди arctan у формулі:
{\displaystyle {\frac {\pi }{4}}=4\,\mathrm {arctg} {\frac {1}{5}}-\mathrm {arctg} {\frac {1}{239}}}
де
{\displaystyle \arctan \,x=\sum _{k=0}^{\infty }{\frac {(-1)^{k}x^{2k+1}}{2k+1}}=x-{\frac {x^{3}}{3}}+{\frac {x^{5}}{5}}-{\frac {x^{7}}{7}}+\cdots \!}
Розклавши арктангенс у ряд Тейлора, можна отримати ряд, що швидко збігається і придатний для обчислення числа {\displaystyle \pi } з більшою точністю. Ейлер, автор позначення {\displaystyle \pi }, отримав 153 правильних знаків.
У 1777 році Бюффон запропонував статистичний метод обчислення числа пі, відомий як приклад Бюффона.
У 1873 році англієць В. Шенкс, після 15 років праці, обчислив 707 знаків; щоправда, через помилку тільки перші 527 з них були правильними. Щоб запобігти подібних помилок, сучасні обрахування такого роду здійснюються двічі. Якщо результати збігаються, то вони зі значною ймовірністю правильні. Помилку Шенкса було виявлено у 1948 році одним із перших комп'ютерів, ним же за декілька годин було вирахувано 808 знаків {\displaystyle \pi }.
Теоретичні досягнення в 18-му століття привели до осягнення природи числа {\displaystyle \pi }, чого не вдалось би досягнути тільки самими числовими розрахунками. Йоганн Генріх Ламберт довів ірраціональність {\displaystyle \pi } 1761 року, а Адрієн-Марі Лежандр 1774 року довів ірраціональність {\displaystyle \pi }2. Тоді як Леонард Ейлер 1735 року розв'язав знамениту Базельську задачу і в результаті знайшов точне значення Ріманової дзета-функції для числа 2.
{\displaystyle \zeta (2)=\sum _{k=1}^{\infty }{\frac {1}{k^{2}}}={\frac {1}{1^{2}}}+{\frac {1}{2^{2}}}+{\frac {1}{3^{2}}}+{\frac {1}{4^{2}}}+\cdots \!}
що дорівнює {\displaystyle \pi }2/6, так він відкрив одну з найвідоміших формул природного зв'язку між {\displaystyle \pi } та простими числами. Обоє Лежандр та Ейлер передбачали, що число {\displaystyle \pi } має бути трансцендентне, що зрештою довів Фердинанд фон Ліндеман 1882 року.

### Обчислення в епоху комп'ютерів
Практично, фізикам потрібно тільки 39 цифр числа {\displaystyle \pi }, щоб обрахувати об'єм всесвіту з точністю до розміру атома водню.
Настання епохи цифрових комп'ютерів в XX столітті призвело до зростання кількості нових рекордів в розрахунку числа {\displaystyle \pi }. Джон фон Нейман та його команда використали ENIAC, щоб розрахувати 2037 цифр числа {\displaystyle \pi } 1949 року, цей розрахунок тривав 70 годин. Додаткові тисячі десяткових розрядів отримали в наступні десятиріччя, а рубіж в мільйон цифр перетнули в 1973 році. 1995 року отримано вже 6 442 450 000 знаків. Прогрес був спричинений не тільки швидшими комп'ютерами, але й новими алгоритмами. Один з найзначніших проривів було відкриття швидкого перетворення Фур'є в 1960-х, що дало можливість комп'ютерам робити швидко арифметичні дії з надзвичайно великими числами.
На початку XX століття індійський математик Срініваса Рамануджан відкрив багато нових формул для числа {\displaystyle \pi }, деякі з них стали знамениті через свою елегантність та математичну глибину. Обчислювальні алгоритми, засновані на формулах Рамануджана працюють дуже швидко. Одна з цих формул:
{\displaystyle {\frac {1}{\pi }}={\frac {2{\sqrt {2}}}{9801}}\sum _{k=0}^{\infty }{\frac {(4k)!(1103+26390k)}{(k!)^{4}\,396^{4k}}}}
де k! — це факторіал k
А ось також добірка інших формул:
| {\displaystyle \pi ={\frac {1}{Z}}\!}                           | {\displaystyle Z=\sum _{n=0}^{\infty }{\frac {((2n)!)^{3}(42n+5)}{(n!)^{6}{16}^{3n+1}}}\!} |
| {\displaystyle \pi ={\frac {4}{Z}}\!}                           | {\displaystyle Z=\sum _{n=0}^{\infty }{\frac {(-1)^{n}(4n)!(21460n+1123)}{(n!)^{4}{441}^{2n+1}{2}^{10n+1}}}}                                                                                       |
| {\displaystyle \pi ={\frac {4}{Z}}\!}                           | {\displaystyle Z=\sum _{n=0}^{\infty }{\frac {(6n+1)\left({\frac {1}{2}}\right)_{n}^{3}}{{4^{n}}(n!)^{3}}}\!}                                                                                      |
| {\displaystyle \pi ={\frac {32}{Z}}\!}                          | {\displaystyle Z=\sum _{n=0}^{\infty }\left({\frac {{\sqrt {5}}-1}{2}}\right)^{8n}{\frac {(42n{\sqrt {5}}+30n+5{\sqrt {5}}-1)\left({\frac {1}{2}}\right)_{n}^{3}}{{64^{n}}(n!)^{3}}}\!}            |
| {\displaystyle \pi ={\frac {27}{4Z}}\!}                         | {\displaystyle Z=\sum _{n=0}^{\infty }\left({\frac {2}{27}}\right)^{n}{\frac {(15n+2)\left({\frac {1}{2}}\right)_{n}\left({\frac {1}{3}}\right)_{n}\left({\frac {2}{3}}\right)_{n}}{(n!)^{3}}}\!}  |
| {\displaystyle \pi ={\frac {15{\sqrt {3}}}{2Z}}\!}              | {\displaystyle Z=\sum _{n=0}^{\infty }\left({\frac {4}{125}}\right)^{n}{\frac {(33n+4)\left({\frac {1}{2}}\right)_{n}\left({\frac {1}{3}}\right)_{n}\left({\frac {2}{3}}\right)_{n}}{(n!)^{3}}}\!} |
| {\displaystyle \pi ={\frac {85{\sqrt {85}}}{18{\sqrt {3}}Z}}\!} | {\displaystyle Z=\sum _{n=0}^{\infty }\left({\frac {4}{85}}\right)^{n}{\frac {(133n+8)\left({\frac {1}{2}}\right)_{n}\left({\frac {1}{6}}\right)_{n}\left({\frac {5}{6}}\right)_{n}}{(n!)^{3}}}\!} |
| {\displaystyle \pi ={\frac {5{\sqrt {5}}}{2{\sqrt {3}}Z}}\!}    | {\displaystyle Z=\sum _{n=0}^{\infty }\left({\frac {4}{125}}\right)^{n}{\frac {(11n+1)\left({\frac {1}{2}}\right)_{n}\left({\frac {1}{6}}\right)_{n}\left({\frac {5}{6}}\right)_{n}}{(n!)^{3}}}\!} |
| {\displaystyle \pi ={\frac {2{\sqrt {3}}}{Z}}\!}                | {\displaystyle Z=\sum _{n=0}^{\infty }{\frac {(8n+1)\left({\frac {1}{2}}\right)_{n}\left({\frac {1}{4}}\right)_{n}\left({\frac {3}{4}}\right)_{n}}{(n!)^{3}{9}^{n}}}\!}                            |
| {\displaystyle \pi ={\frac {\sqrt {3}}{9Z}}\!}                  | {\displaystyle Z=\sum _{n=0}^{\infty }{\frac {(40n+3)\left({\frac {1}{2}}\right)_{n}\left({\frac {1}{4}}\right)_{n}\left({\frac {3}{4}}\right)_{n}}{(n!)^{3}{49}^{2n+1}}}\!}                       |
| {\displaystyle \pi ={\frac {2{\sqrt {11}}}{11Z}}\!}             | {\displaystyle Z=\sum _{n=0}^{\infty }{\frac {(280n+19)\left({\frac {1}{2}}\right)_{n}\left({\frac {1}{4}}\right)_{n}\left({\frac {3}{4}}\right)_{n}}{(n!)^{3}{99}^{2n+1}}}\!}                     |
| {\displaystyle \pi ={\frac {\sqrt {2}}{4Z}}\!}                  | {\displaystyle Z=\sum _{n=0}^{\infty }{\frac {(10n+1)\left({\frac {1}{2}}\right)_{n}\left({\frac {1}{4}}\right)_{n}\left({\frac {3}{4}}\right)_{n}}{(n!)^{3}{9}^{2n+1}}}\!}                        |
| {\displaystyle \pi ={\frac {4{\sqrt {5}}}{5Z}}\!}               | {\displaystyle Z=\sum _{n=0}^{\infty }{\frac {(644n+41)\left({\frac {1}{2}}\right)_{n}\left({\frac {1}{4}}\right)_{n}\left({\frac {3}{4}}\right)_{n}}{(n!)^{3}5^{n}{72}^{2n+1}}}\!}                |
| {\displaystyle \pi ={\frac {4{\sqrt {3}}}{3Z}}\!}               | {\displaystyle Z=\sum _{n=0}^{\infty }{\frac {(-1)^{n}(28n+3)\left({\frac {1}{2}}\right)_{n}\left({\frac {1}{4}}\right)_{n}\left({\frac {3}{4}}\right)_{n}}{(n!)^{3}{3^{n}}{4}^{n+1}}}\!}          |
| {\displaystyle \pi ={\frac {4}{Z}}\!}                           | {\displaystyle Z=\sum _{n=0}^{\infty }{\frac {(-1)^{n}(20n+3)\left({\frac {1}{2}}\right)_{n}\left({\frac {1}{4}}\right)_{n}\left({\frac {3}{4}}\right)_{n}}{(n!)^{3}{2}^{2n+1}}}\!}                |
| {\displaystyle \pi ={\frac {72}{Z}}\!}                          | {\displaystyle Z=\sum _{n=0}^{\infty }{\frac {(-1)^{n}(4n)!(260n+23)}{(n!)^{4}4^{4n}18^{2n}}}\!}                                                                                                   |
| {\displaystyle \pi ={\frac {3528}{Z}}\!}                        | {\displaystyle Z=\sum _{n=0}^{\infty }{\frac {(-1)^{n}(4n)!(21460n+1123)}{(n!)^{4}4^{4n}882^{2n}}}\!}                                                                                              |

де
{\displaystyle (x)_{n}\!}
це символ Покхемера для спадного факторіала.

#### Формула братів Чудновських
Пов'язану формулу відкрили брати Чудновскі 1987 року:
{\displaystyle {\frac {1}{\pi }}=12\sum _{k=0}^{\infty }{\frac {(-1)^{k}(6k)!(13591409+545140134k)}{(3k)!(k!)^{3}\,640320^{3k+3/2}}}},
який дає 14 цифр за один член ряду. Чудновскі використали цю формулу, щоб встановити кілька рекордів з обчислення числа {\displaystyle \pi } в кінці 1980-х, включно з першим обчисленням понад 1 мільярд (1,011,196,691) знаків 1989 року. Ця формула залишається добрим вибором для розрахунку {\displaystyle \pi } для програм, що працюють на персональному комп'ютері, на противагу суперкомп'ютерам, які використовують для встановлення сучасних рекордів.
Тоді як ряди зазвичай підвищують точність на певну кількість розрядів за кожен член ряду, існують також алгоритми, що багатократно збільшують кількість правильних цифр за кожен підхід, з тим недоліком, що кожен крок вимагає значної кількості обчислювальних ресурсів. Прорив був зроблений 1975 року, коли Річард Брент та Юджин Саламін незалежно один від одного відкрили алгоритм Брента — Саламіна, в якому використовуються тільки арифметичні дії для подвоєння кількості правильних цифр за кожен крок. На початковому етапі алгоритму встановимо такі вихідні значення:
{\displaystyle a_{0}=1\quad \quad \quad b_{0}={\frac {1}{\sqrt {2}}}\quad \quad \quad t_{0}={\frac {1}{4}}\quad \quad \quad p_{0}=1\!}
і проводимо ітерації
{\displaystyle a_{n+1}={\frac {a_{n}+b_{n}}{2}}\quad \quad \quad b_{n+1}={\sqrt {a_{n}b_{n}}}\!}
{\displaystyle t_{n+1}=t_{n}-p_{n}(a_{n}-a_{n+1})^{2}\quad \quad \quad p_{n+1}=2p_{n}\!}
до тих пір, поки an and bn не стануть достатньо близькі. Тоді оцінка значення {\displaystyle \pi } проводиться за формулою:
{\displaystyle \pi \approx {\frac {(a_{n}+b_{n})^{2}}{4t_{n}}}.\!}
Працюючи за цією схемою, достатньо зробити 25 ітерацій, щоб досягти точності 45 мільйонів правильних знаків. Схожий алгоритм, що вчетверо збільшує точність за кожен крок, знайшли Джонатан та Пітер Боруейни. Цей метод використовували Ясумаса Канада та його команда, щоб встановити більшість рекордів з розрахунку числа {\displaystyle \pi }, починаючи з 1980 року аж до розрахунку 206,158,430,000 десяткових знаків числа {\displaystyle \pi } 1999 року. У 2002 році Канада та його група встановили новий рекорд — 1,241,100,000,000. Хоча більшість попередніх рекордів були встановлені за допомогою алгоритму Брента — Саламіна, при розрахунках 2002 року використовували формули типу Мечиновських, які хоч і потребували більше ітерацій, зате радикально знижували використання пам'яті. Розрахунки робили на суперкомп'ютері Hitachi з 64 вузлів та з 1 терабайтом оперативної пам'яті, який був здатний виконувати 2 трильйони операцій в секунду.
В січні 2010 року рекорд був майже 2.7 трильйонів знаків, його встановив французький програміст Фабріс Беллар на персональному комп'ютері Це побило попередній рекорд 2,576,980,370,000 знаків, що встановив Дайзуке Такахаші на T2K-Tsukuba System, суперкомп'ютер університету Цукуба, що в Токіо. 6 серпня 2010 року в PhysOrg.com опубліковано новину, що японський та американський комп'ютерні фахівці Шигеру Кондо та Олександр Йі заявили, що вони розрахували значення {\displaystyle \pi } до 5 трильйонів знаків на персональному комп'ютері, подвоївши попередній рекорд.
У серпні 2021 року оголошено про встановлення наступного рекорду. Швейцарські вчені з Університету прикладних наук Граубюндена за 108 днів і 9 годин за допомогою суперкомп'ютера обчислили 62,8 трлн десяткових знаків числа {\displaystyle \pi }. Останні 10 обчислених цифр — 7817924264.
У 1997 році Дейвід Х. Бейлі, Пітер Боруейн і Саймон Плафф винайшли спосіб швидкого обчислення довільної двійкової цифри числа {\displaystyle \pi } без обчислення попередніх цифр, заснований на формулі
{\displaystyle \pi =\sum _{i=0}^{\infty }{\frac {1}{16^{i}}}\left({\frac {4}{8i+1}}-{\frac {2}{8i+4}}-{\frac {1}{8i+5}}-{\frac {1}{8i+6}}\right)}

### Подання у вигляді ланцюгового дробу
Послідовність з часткових знаменників простого ланцюгового дробу для {\displaystyle \pi } не дає ніякої очевидної схеми
{\displaystyle \pi =[3;7,15,1,292,1,1,1,2,1,3,1,14,2,1,1,2,2,2,2,1,84,\cdots ]}
чи
{\displaystyle \pi =3+\textstyle {\cfrac {1}{7+\textstyle {\cfrac {1}{15+\textstyle {\cfrac {1}{1+\textstyle {\cfrac {1}{292+\textstyle {\cfrac {1}{1+\textstyle {\cfrac {1}{1+\textstyle {\cfrac {1}{1+\ddots }}}}}}}}}}}}}}}
Проте якщо використовувати узагальнені ланцюгові дроби то отримаємо певні закономірності:
{\displaystyle \pi =\textstyle {\cfrac {4}{1+\textstyle {\cfrac {1^{2}}{2+\textstyle {\cfrac {3^{2}}{2+\textstyle {\cfrac {5^{2}}{2+\textstyle {\cfrac {7^{2}}{2+\textstyle {\cfrac {9^{2}}{2+\ddots }}}}}}}}}}}}=3+\textstyle {\cfrac {1^{2}}{6+\textstyle {\cfrac {3^{2}}{6+\textstyle {\cfrac {5^{2}}{6+\textstyle {\cfrac {7^{2}}{6+\textstyle {\cfrac {9^{2}}{6+\ddots }}}}}}}}}}=\textstyle {\cfrac {4}{1+\textstyle {\cfrac {1^{2}}{3+\textstyle {\cfrac {2^{2}}{5+\textstyle {\cfrac {3^{2}}{7+\textstyle {\cfrac {4^{2}}{9+\ddots }}}}}}}}}}}

## Наближення
Наближене значення з точністю до 1000 десяткових знаків:
```
3,14159 26535 89793 23846 26433  83279 50288 41971 69399 37510
  58209 74944 59230 78164 06286  20899 86280 34825 34211 70679
  82148 08651 32823 06647 09384  46095 50582 23172 53594 08128
  48111 74502 84102 70193 85211  05559 64462 29489 54930 38196
  44288 10975 66593 34461 28475  64823 37867 83165 27120 19091
  45648 56692 34603 48610 45432  66482 13393 60726 02491 41273
  72458 70066 06315 58817 48815  20920 96282 92540 91715 36436
  78925 90360 01133 05305 48820  46652 13841 46951 94151 16094
  33057 27036 57595 91953 09218  61173 81932 61179 31051 18548
  07446 23799 62749 56735 18857  52724 89122 79381 83011 94912
  98336 73362 44065 66430 86021  39494 63952 24737 19070 21798
  60943 70277 05392 17176 29317  67523 84674 81846 76694 05132
  00056 81271 45263 56082 77857  71342 75778 96091 73637 17872
  14684 40901 22495 34301 46549  58537 10507 92279 68925 89235
  42019 95611 21290 21960 86403  44181 59813 62977 47713 09960
  51870 72113 4
9999 99
837 29780  49951 05973 17328 16096 31859
  50244 59455 34690 83026 42522  30825 33446 85035 26193 11881
  71010 00313 78387 52886 58753  32083 81420 61717 76691 47303
  59825 34904 28755 46873 11595  62863 88235 37875 93751 95778
  18577 80532 17122 68066 13001  92787 66111 95909 21642 01989
```

Простий метод запам'ятати число {\displaystyle \pi } з точністю до шести значущих цифр після коми:
випишемо парами перші три натуральних непарних числа: 113355.
розділимо список наполовину та поділимо друге число на перше: {\displaystyle {355 \over 113}=3,141592\ldots }
Безпосередньо з означення числа {\displaystyle \pi } як відношення довжини кола до його діаметра дістаємо один з можливих методів обчислення цього числа. Визначивши довжину дуги кола і його діаметр, а потім поділивши перше число на друге, дістанемо наближене значення числа {\displaystyle \pi }. Але точність знайденого таким методом значення числа {\displaystyle \pi } залежить від точності вимірювання довжини дуг і відрізків; крім того, ми ніколи не маємо справи з ідеальним колом.

## Використання у фізиці
Число пі, хоча й не є фізичною константою, дуже часто фігурує у фізичних формулах, завдяки тому, що у них часто неявно закладені властивості кола, особливо у випадку симетрії, при якій зручно використовувати полярну, циліндричну або сферичну систему координат. Іншим джерелом появи числа пі у фізичних формулах є використання нормального розподілу:
{\displaystyle f(x;\mu ;\sigma )={\frac {1}{\sigma {\sqrt {2\pi }}}}\,\exp \left(-{\frac {(x-\mu )^{2}}{2\sigma ^{2}}}\right)}
та перетворень Фур'є, заснованих на співвідношенні:
{\displaystyle \int _{-\infty }^{\infty }e^{i(\omega ^{\prime }-\omega )t}dt=2\pi \delta (\omega ^{\prime }-\omega )},
де {\displaystyle \delta (x)} — дельта-функція Дірака.
Більш глибокий математичний розгляд дає підстави стверджувати, що такі властивості теж пов'язані з колом і полярною або сферичною симетрією, наприклад через тригонометричні функції.

## Відкриті проблеми
- Невідома точна міра ірраціональності для чисел {\displaystyle \pi } і {\displaystyle \pi ^{2}} (але відомо, що для {\displaystyle \pi } вона не перевищує 7,6063)[29][30].
- Невідома міра ірраціональності для жодного з таких чисел: {\displaystyle \pi +e,\pi -e,\pi \cdot e,{\frac {\pi }{e}},\pi ^{e},\pi ^{\sqrt {2}},\ln \pi ,\pi ^{\pi },e^{\pi ^{2}}.} Для жодного з них невідомо навіть, чи є воно раціональним числом, алгебричним ірраціональним чи трансцендентним числом. Отже, невідомо, чи є числа {\displaystyle \pi } і {\displaystyle e} алгебрично незалежними[31][32][33][34][35].
- Невідомо, чи є {\displaystyle {^{n}\pi }} цілим числом за певного додатного цілого {\displaystyle n} (див. Тетрація).
- Донині нічого невідомо про нормальність числа {\displaystyle \pi }; невідомо навіть, які з цифр 0—9 зустрічаються в десятковому поданні числа {\displaystyle \pi } нескінченну кількість разів. Комп'ютерна перевірка 200 млрд десяткових знаків {\displaystyle \pi } показала, що всі 10 цифр зустрічаються в цьому записі практично однаково часто[36]:

| Цифра | Скільки разів з'являється |
| 0     | 20 000 030 841            |
| 1     | 19 999 914 711            |
| 2     | 20 000 013 697            |
| 3     | 20 000 069 393            |
| 4     | 19 999 921 691            |
| 5     | 19 999 917 053            |
| 6     | 19 999 881 515            |
| 7     | 19 999 967 594            |
| 8     | 20 000 291 044            |
| 9     | 19 999 869 180            |
| ----- | ------------------------- |

Однак строге доведення відсутнє.
- Невідомо, чи належить {\displaystyle {\frac {1}{\pi }}} до кільця періодів.

## У культурі
- У багатьох університетах США відзначається День числа Пі, який припадає на 14 березня, оскільки у американській формі запису дат вона має вигляд — 3/14.
  - Цікавим фактом є те, що День числа Пі збігається з днем народження видатного науковця Альберта Ейнштейна.[37]
  - 14 березня 1592 року 6:53:58 — це ідеальний час Дня числа Пі. Якщо цю дату і час записати в американському форматі — 3.14 1592 6:53:58, то записаний порядок цифр збігається з першими 12 цифрами в числі Пі.[1]
- У Палаці відкриттів[fr] (музей науки в Парижі) існує кругова кімната, яка називається «пі-кімната». На її стіні вписано 707 цифр π. Ці цифри було засновано на розрахунку 1853 року англійського математика Вільяма Шенкса[en], який містив помилку, починаючи з 528-ї цифри. Цю помилку було виявлено 1946 року й виправлено 1949 року.[38][39]

### Рекорди
- У серпні 2009 року японські вчені вирахували число «пі» з точністю до 2 трильйонів 576 мільярдів 980 мільйонів 377 тисяч 524 знаків після коми[40].
- Раджвір Міна у 2015 році встановив світовий рекорд із запам'ятовування числа «пі», правильно назвавши з пам'яті 67 890 цифр після коми.
- У світі триває змагання серед програмістів — чий комп'ютер визначить найбільше цифр числа «пі». Рекордсменом зараз є Олександр Джей Йі, який у 2014 році визначив аж 13 300 000 000 000 знаків після коми. Для цього його комп'ютер безупинно працював 208 днів.
- Артем Гарін увійшов до книги рекордів України, запам'ятавши найбільшу кількість цифр числа Пі.[41]
- 28 червня 2024 року команда StorageReview Lab (дослідницького підрозділу американської компанії StorageReview, що спеціалізується на тестуванні та оглядах технологій зберігання даних) обчислила 202 трильйони 112 мільярдів 290 мільйонів знаків після коми. Для цього компанія використала сервери Dell PowerEdge R760, два процесори Intel Xeon 8592+, 1 Тб оперативної пам’яті DDR5 DRAM, 28 твердотільних накопичувача Solidigm P5336 61.44TB NVMe SSDs і алгоритм Чудновського. Обчислення зайняли 100,673 днів, з яких 84,167 днів — безперервний розрахунок[42].